# 아오이 도쿠가와 삼대
《아오이 도쿠가와 삼대》(일본어: 葵 徳川三代 아오이 토쿠가와 산다이[*])는 2000년 1월 9일부터 12월 17일까지 방송된 NHK의 39번째 대하드라마이다. 주연은 츠가와 마사히코, 니시다 토시유키, 오노에 타츠노스케 (2대).

## 등장인물

### 도쿠가와가

#### 쇼군
도쿠가와 이에야스 - 츠가와 마사히코

도쿠가와 히데타다 - 니시다 토시유키

도쿠가와 이에미츠 - 오노에 타츠노스케

#### 도쿠가와 일문과 일문 직속 가신들

##### 유키가(후의 에치젠 마츠다이라가)
유키 히데야스 - 오카모토 후지타

##### 키요스 마츠다이라가
마츠다이라 타다요시 - 테라이즈미 켄

##### 에치고 마츠다이라가
마츠다이라 타다테루 - 사카모토 히로유키